# Герб Шяуляя
Герб Шяуляя — городской герб Шяуляя. В настоящем виде используется с 30 августа 2001 года.

## Описание герба
Щит большого герба разделён на три поля. В переднем червлёном поле чёрный обращённый медведь с серебряным языком, когтями и цепью того же цвета на шее. В заднем лазурном — лучистый золотой глаз Божьего Провидения. В серебряной оконечности щита червлёный телец. Над щитом пурпурная княжеская шапка с золотыми дугами, усаженными серебряными перлами, и золотой державой наверху. Бока щита украшают две, связанные внизу червлёной лентой, зелёные лавровые ветви с червлёными ягодами.
Малый герб отличается от большого отсутствием украшений: княжеской шапки и лавровых веток.
Автор эталона Агнюс Тарабилда.

## История
Первый известный герб Шяуляя был создан в 1791 году, когда Шяуляй стал первым из городов Великого княжества Литовского, получившим статус свободного города по конституции 3 мая. Именно тогда появились все три элемента герба: чёрный медведь, являющийся старинным символом Жемайтии, телец с герба Понятовских и Око Провидения. 9 ноября 1791 года герб был утверждён Станиславом Августом Понятовским.
После перехода города под контроль Российской империи на печати города остались медведь и Око Провидения, геральдика дополнилась русским двуглавым орлом. Однако после восстания 1831 года все литовские геральдические символы были убраны, и на печати оставался только двуглавый орёл. 6 апреля 1845 года императором Николаем I был утверждён новый герб города Шавли. Описание: «Щит разделён на две половины: в верхней герб Ковенский, а в нижней, три поставленные рядом бабки хлеба». Оригинал хранится в Российском государственном историческом архиве в Санкт-Петербурге. Существовал неутверждённый проект герба Шавли (1861): «В лазоревом щите золотой крест, сопровождаемый 4 золотыми колосьями».
В 1912 году опубликован проект герба города, в котором все три фигуры помещены на один круглый щит, разделённый перевёрнуто вилообразно: в первом поле медведь, втором — Око, внизу — телец; автор проекта Тадеуш Дмоховский. На основании этого проекта в 1919 году созданы большая и малая печати города, и в таком виде герб использовался до 1940 года. После вхождения Литвы в состав СССР герб Шяуляя был восстановлен 22 октября 1968 года с историческими быком и медведем, художником выступил Арунас Тарабильда. Око Провидения по причинам атеистической идеологии страны было заменено на изображение солнца. Однако уже в 1970 году после жалобы Валерия Харазова, заметившего герб на Празднике песни, герб был лишён статуса. Было возбуждено дело, но по ходатайству Министерства культуры СССР оно было быстро закрыто.

1 мая 1991 года Геральдическая комиссия Литвы одобрила проект герба Арунаса Тарабильды, и 30 августа Президиум Верховного Совета Литовской Республики утвердил герб, основанный на этом проекте; рисунок герба выполнил племянник художника, Агнюс Тарабильда. Однако это постановление не признала Шяуляйская городская дума, которая 21 сентября утвердила проект, созданный художником Теофилисом Петрайтисом и основанный на довоенном дизайне. До 2001 года муниципальный совет Шяуляя использовал герб Петрайтиса, а официальные государственные издания — герб Тарабильды. В 2001 после консультаций городских и государственных органов власти был создан компромисный новый герб города в двух вариантах, большом и малом. Герб утверждён городскими властями 5 сентября и декретом президента Вальдаса Адамкуса 7 сентября 2001 года; автор рисунка — Агнюс Тарабилда.
- Герб 1792 года
- Герб 1845 года
- Проект герба 1861 года
- Герб 1968 года
- Герб, использовавшийся властями города в 1991-2001 годах